# Майкъл Грегър
Д-р Майкъл Грегър (на английски: Michael Greger) е американски лекар и писател на бестселъри в жанра книги за самопомощ и диетология. Говорител е по въпросите на общественото здраве, по-специално за диетите на растителна основа и вредите от яденето на животински продукти. Той е веган и създател на сайта NutritionFacts.org.

## Биография и творчество
Майкъл Грегър е роден на 25 октомври 1972 г. в САЩ. Завършва колежа по селско стопанство на университета Корнел. Като студент пише на уебсайт през 1994 г. за опасностите от спонгиформна енцефалопатия по говедата („луда крава“). През същата година той е бил нает да работи по проблемите на лудите крави за Farm Sanctuary, близо до Корнел. По време на работата си за Farm Sanctuary става веган. През 1998 г. се явява като вещо лице за синдрома „луда крава“ по неуспешно дело на производителите на едър рогат добитък срещу Опра Уинфри за клевета по отношение на безопасността на месото по нейни изявления през 1996 г.
През 1999 г. завършва Университета по здравеопазване на Университета Тъфт като общопрактикуващ лекар, специализиран в клиничното хранене. През 2001 г. се присъединява към Организацията за органични потребители, за да работи по въпросите на синдрома „луда крава“ и изнася лекции за случаите, които се появяват в САЩ и Канада, наричайки синдрома „Чумата на ХХІ век“.
През 2000 г. публикува първата си книга „Heart Failure: Diary of a Third-Year Medical Student“.
През 2004 г. създава уебсайт и публикува през 2005 г. книгата „Carbophobia: The Scary Truth Behind America's Low Carb Craze“, в които критикува диетата на Аткинс и други диети с препоръчващи намалена консумация на въглехидрати.
През 2005 г. се присъединява към отдела за хуманно отношение към животните в Хуманното общество на Съединените щати заемайки длъжността директор по обществено здравеопазване и животновъдство.
През 2011 г. основава популярния сайт NutritionFacts.org с финансиране от Фондацията „Джеси и Джули Раш“, който е насочен към широката общественост, който ежедневно осигурява безплатно видео клипове и публикува статии, свързани с най-новото в областта на изследванията, посветени на храненето.
През 2015 г. е издадена книгата му „Можем да сме здрави“, която става бестселър. С нея и със своите лекции, видеоклипове и статии за храненето, се опитва да убеди хората да променят хранителните си навици от западния модел към растителна здравословна диета, която според него може да предотврати и излекува много хронични заболявания. Критикува лекарите, че не препоръчват на пациентите си да приемат растителни диети, и американското правителство, че не предприема мерки срещу нездравословните храни за хората и храните от животински произход, като защитава икономическите интереси на производителите.

## Произведения
- Heart Failure: Diary of a Third-Year Medical Student (2000)
- Carbophobia: The Scary Truth Behind America's Low Carb Craze (2005).
- Bird Flu: A Virus of Our Own Hatching (2007)
- How Not To Die: Discover the Foods Scientifically Proven to Prevent and Reverse Disease (2015) – с Джийн Стоун
Можем да сме здрави, изд. „Еуниката“ София (2017), прев. Тодор Кенов
- The How Not to Die Cookbook: 100+ Recipes to Help Prevent and Reverse Disease (2018) – с Джийн Стоун и Робин Робъртсон